# 에어 메달

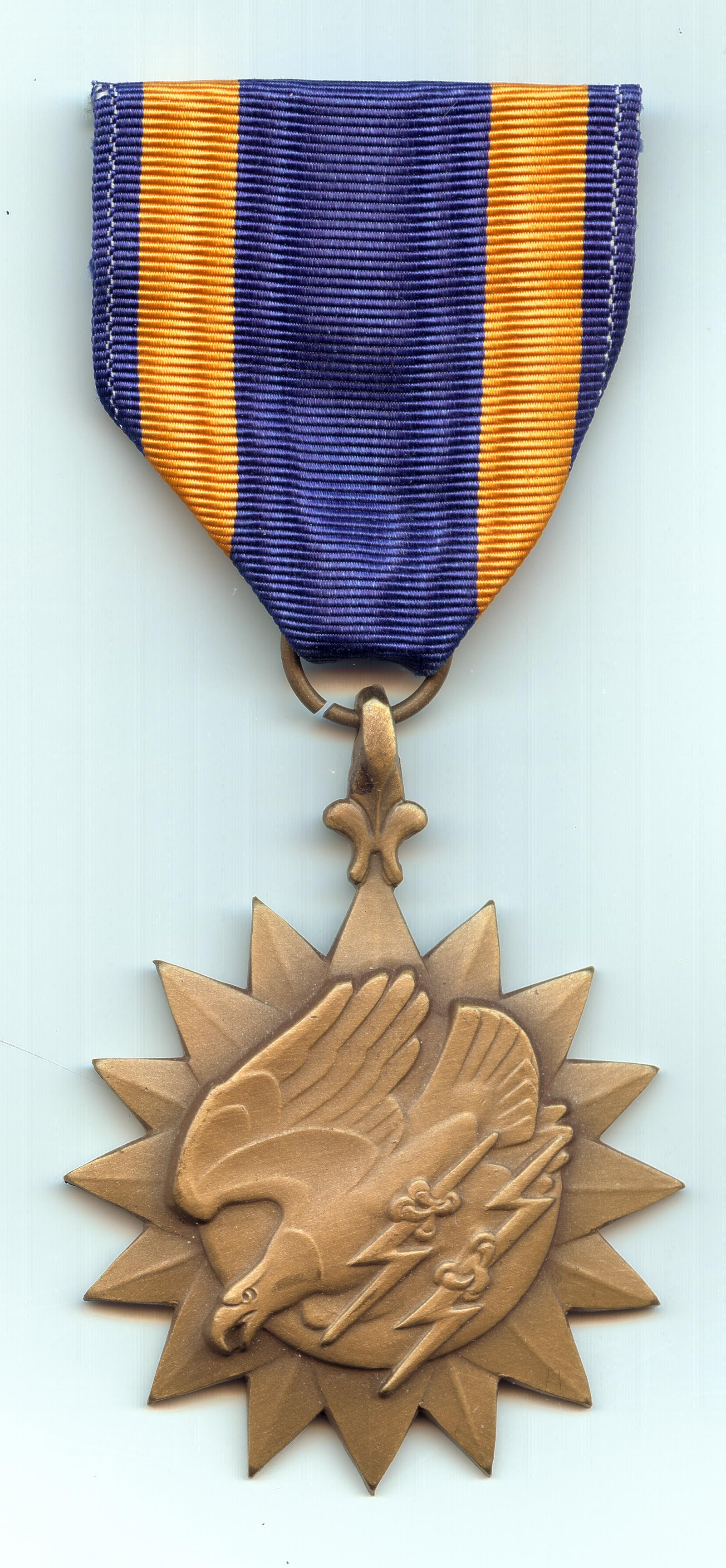
공군의 에어 메달

에어 메달(Air Medal)은 미군의 전공 훈장 중 하나이다. 1942년 5월 11일, 프랭클린 D. 루스벨트 대통령에 의해 제정되었고, 1939년 9월 8일로 소급하여 수여되었다.

## 개요
에어 메달은 1942년 5월 11일 프랭클린 D. 루스벨트 대통령이 서명한 시행령 9158에 의해 시행되었다. 전공장 중 하나로 전시에 항공 작전에서 공적을 올린 조종사에 대해 수여된다. 수상 기준은 제2차 세계 대전 중의 전장에 의해 달라지며, 또 여러 차례 변경되었다. 유럽 전선의 폭격기 파일럿은 5회 출격으로 수상했다. 하사관과 사병을 수상 대상으로 한 전장도 존재했다. 해군, 해병대의 경우 리본을 수상 횟수를 나타내는 숫자와 어워드 스타, V 디바이스가 부속된다.
훈장 서열은 다음과 같다.
1. 메리토리어스 서비스 메달 (Meritorious Service Medals)
  1. 조인트 서비스 (Joint Service Medal)
  2. 브랜치 서비스 (Branch Service Medal)
2. 공군 : 에어리얼 어치브먼트 메달 (Aerial Achievement Medal)
3. 육군, 해군, 해병대 : 코멘데이션 메달(Commendation Medal)

여러 차례 수상도 가능하고, 제2차 세계 대전 중의 수상자들 중에는 3회 이상 수상한 사람도 드물지 않다. 공군에서 두 번째 수상할 경우 떡갈나무 잎이 포함되어 있었지만, 적과의 전투에서 공적이 주요 수상 대상인 공적장이라는 특성상 여러 번 수상하면 훈장이 거대하게 되어 리본으로 주석이 불가능하다는 단점을 갖고 있다. 베트남 전쟁 중인 1968년 9월부터 떡갈나무 잎은 폐지되었고, 서비스 리본의 중심에 장착하는 숫자로 변경되었다.

## 주요 수상자
- 벤 구로키
- 버즈 올드린
- 조지 H. W. 부시
- 헨리 아놀드
- 제임스 해럴드 둘리틀
- 진 로든베리
- 앤디 루니
- 로버트 로젠탈
- 노먼 슈워츠코프
- 아서 D. 시몬스
- 윌리엄 스티거
- 제임스 스튜어트
- 버트 스틸스
- 제임스 스톡데일
- 브루스 선들런
- 찰스 스위니
- 윌리엄 Y. 톰슨
- 폴 티베츠
- 패트릭 M. 월시
- 바비 윌크스
- 테드 윌리엄스
- 벨버트 웡
- 척 예거
- 허버트 젬키